# Притча о сеятеле (картина Брейгеля)
«Притча о сеятеле» — картина, написанная примерно в 1552/1557 годах нидерландским художником Питером Брейгелем Старшим. Находится в коллекции Музея искусств Тимкен в Сан-Диего.

## Описание
Зритель смотрит с возвышенности на речной пейзаж с крестьянскими домами, церковью, далеким замком, городом и горным хребтом. На возвышенной темной опушке леса на переднем плане слева крестьянин занят посевом. Видны и другие люди: всадник разговаривает с жнецом, кто-то собирает фрукты, мужчина отдыхает. На другом берегу реки пришвартованы лодки, перед одной из них собралась толпа.

## Интерпретация
Картина изображает притчу о сеятеле, встречающуюся в Евангелиях от Матфея, Марка и Луки, и относится к числу самых ранних подписанных картин и масштабных пейзажей Брейгеля. На переднем плане слева внизу изображён сам сеятель, разбрасывающий семена. Церковь и фламандская деревня расположены вдоль реки, которая протекает от правого нижнего до левого верхнего края картины. На правом берегу реки, возле небольшой группы лодок, Иисус читает толпе притчу.
Джон Уилсон, исполнительный директор Музея Тимкен, считает, что в картине присутствуют детали, религиозность и человеческий фактор, характерные для более поздних картин Брейгеля: «Брейгель полностью очеловечивает духовную природу этой религиозной темы… Мелочи бросаются в глаза, например, башня церкви, соломенная хижина, птицы и лошади».
Ларри Сильвер из Пенсильванского университета проводит параллель между значением картины и смыслом притчи. Он пишет, что в картине «использован образ сеятеля, чьи семена были частично съедены птицами, частично бесплодны, когда упали на каменистую почву или были заглушены терниями, и частично успешны, когда нашли плодородную почву. Таким образом, Брейгель блестяще выбрал первую притчу Иисуса в качестве темы для своей первой пейзажной картины, работы, которая положила начало его собственной склонности к пейзажу».
Распространённое толкование, что тема картины — притча Иисуса о сеятеле, не сразу понятно. Толпа на берегу реки воспринимается как аудитория Иисуса, который сел в лодку, чтобы иметь возможность говорить со всеми. Хотя толпа действительно собралась перед лодкой, она пуста. Возможно, фигура Иисуса была утрачена во время поздней реставрации, которая затронула весь фон. Впечатление глубины здесь создается не только за счет перспективы, но и благодаря использованию цвета: передний план — тёмно-коричневый, средний — зелёный, дальний — голубоватый.